# Luzula elegans
Luzula elegans — вид рослин з родини ситникові (Juncaceae), ендемік Мадейри та Канарських островів.

## Поширення
Ендемік архіпелагу Мадейра (о. Мадейра) та Канарських островів (о-ви Гран-Канарія, Тенерифе, Гомера, Ієрро, Пальма).